# 서턴 포스터
서턴 포스터(Sutton Foster, 1975년 3월 18일 ~ )는 미국의 배우, 가수, 댄서이다.

## 출연 작품
- 영거 시즌2 (2016)
- 영거 (2015)
- 그레이비 (2015)
- 앵그리스트맨 (2014)
- 번헤드 (2012)